# MySims Agents
MySims Agents è un videogioco per Nintendo Wii e Nintendo Ds, in cui il giocatore, attraverso differenti MySims con diverse peculiarità, deve cercare indizi, effettuare inseguimenti e raccogliere tesori. Negli Stati Uniti è disponibile dal 16 giugno 2009, e nel resto del mondo dall'autunno dello stesso anno.

## Trama
Un fumettista racconta una storia vera a cui sono ispirati i suoi fumetti: in una lontana cittadina viveva un semplice indagatore di quartiere, che risolvendo un caso di rapimento di un cane diventa agente speciale, e indagando sulla MorcuCorp. il cui proprietario il signor Morcubus, si pensa sia un poco di buono, infatti da alcune fonti attendibili, come la bella Evelyn Gray, il cui padre dopo aver fatto alcune ricerche con Morcubus, è misteriosamente scomparso. Intanto oltre ai misteri, ci saranno dei casi di corruzione e tradimento che vi ostacoleranno per tutta l'avventura.

## Personaggi
Buddy: è un fumettista di quartiere, miglior amico dell'agente speciale. Molto spiritoso e a volte un po' tonto
Poppy: questa ragazzina è la fioraia del quartiere, è molto simpatica ed ha un cane. È la sorella di Violet a cui è molto affezionata. il suo peggior nemico è Derek teppista del quartiere.
Morcubus: nemico del protagonista.
Fondatore e capo della MorcuCorp, della MorSub e della MorcuVerde.
Mike: Padre di Evelyn Gray, custode della corona dell'incubo che per proteggerla rimase chiuso in un tempio nell giungla.